# المستنصر بالله الفاطمي

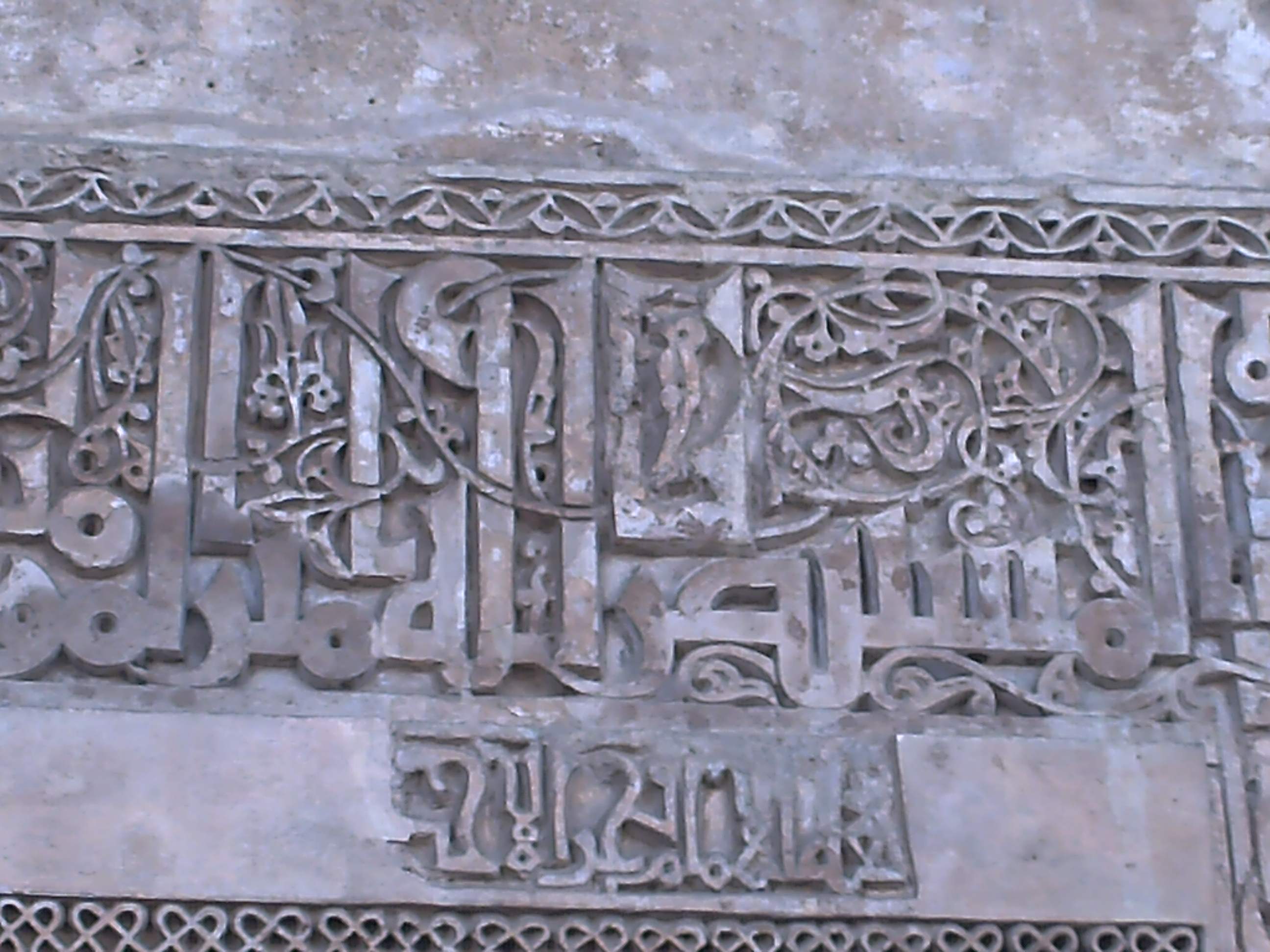

أبو تميم معد بن الظاهر المعروف بالمستنصر بالله بن علي الظاهر لإعزاز دين الله هو الخليفة الفاطمي الثامن والإمام الثامن عشر في سلسلة أئمة الشيعة الإسماعيلية.
كانت الدولة الفاطمية حين اعتلى عرشها الخليفة المستنصر بالله الفاطمي قد استقرت تمامًا، واتسعت اتساعًا هائلاً، وبلغت دعوتها الشيعية أقصى مدى لها في الذيوع والانتشار، وامتلأت خزائنها بالأموال. غير أن وقوعها في أيدي المغامرين والطامحين، واشتعال الفتن والثورات بين فرق الجيش، والتنافس على الجاه والسلطان أضاع منها كل شيء. واختُزلت الدولة التي كانت تمتد من أقصى المحيط الأطلسي إلى الفرات في مصر فقط. وبعد أن كانت ترفل في غناها وثرائها وكثرة خيراتها أصبح يعلوها الذبول والشحوب بفعل المجاعات التي أصابتها. هذا التحول من السعة إلى الضيق ومن الغنى إلى الفقر هو ما شهده عصر الخليفة المستنصر بالله الفاطمي.

## عصر القوة والازدهار
في صبيحة يوم الثلاثاء الموافق (17من جمادى الآخرة 420هـ /5 يوليو 1029م) ولد أبو تميم معد بن الخليفة الظاهر لإعزار دين الله في القاهرة. ولا يعرف شيء عن حياته الأولى قبل توليه الخلافة التي اعتلاها وهو دون الثامنة من عمره بعد وفاة أبيه في (15 من شعبان 427هـ / 13 من يونيو 1036م).
وكانت البداية الأولى لعصر المستنصر بالله زاهية ناضرة بفضل الوزير القوي أبي القاسم علي بن أحمد الجرجرائي، وكان قد سبق له أن عمل وزيرًا في عهد الحاكم بأمر الله وابنه الظاهر، وأكسبته هذه السنوات خبرة واسعة ودراية بشئون الحكم. فسيطر على الدولة سيطرة تامة وأحسن سياستها وتوجيه شئونها حتى توفي في (رمضان 436هـ / مارس 1045م) بعد وزارة دامت ثمانية عشر عامًا تركت أثرًا طيبًا في تاريخ الدولة. وقد زار مصر الرحالة الفارسي ناصر خسرو عقب وفاة الجرجرائي، فأشاد برخاء مصر وأمنها، ووصف نظمها ومدنها وغناها وثروتها وحضارتها وصف المعجب بما رأى وشاهد.
وامتد سلطان الخلافة ليشمل بلاد الشام وفلسطين والحجاز وصقلية، وشمال إفريقيا، وتردد اسم الخليفة على المنابر في هذه البلاد. وتطلع إلى بغداد حاضرة الخلافة العباسية السُّنّية ليضمها إلى سلطانه، فنجح في استمالة "أبي الحارث أرسلان البساسيري" أحد قادة العباسيين، ومدّه بالأموال والذخائر. فثار على الخليفة العباسي واستولى على بغداد، وأقام الخطبة بها للمستنصر لمدة عام وذلك في سنة (450هـ / 1058م)، وألزم الخليفة «القائم بأمر الله» العباسي بكتابة كتاب يقر فيه بأنه «لا حق لبني العباس ولا له من جملتهم في الخلافة مع وجود بني فاطمة الزهراء». غير أن حركة البساسيري لم تستمر، ولم تعززها الدولة الفاطمية مع أنهم كانوا ينتظرون هذه الفرصة. وفي الوقت نفسه كانت قوة السلاجقة قد بدأت في الظهور، فقدم زعيم السلاجقة «طغرل بك» إلى بغداد، وأنهى حركة البساسيري، وأعاد الخليفة العباسي إلى منصبه.

## اضطراب الأحوال الداخلية
بعد وفاة الوزير القوي أبي القاسم الجرجرائي بدأت أم الخليفة المستنصر السيدة رصد تتدخل في شئون الدولة وصار لها الكلمة الأولى في تعين الوزراء والإشراف على تصرفاتهم. وأصبحت الدولة في يد أعوانها وتلقبت بـ«السيدة الملكة»، ويخاطبها الرجال في حضرة ابنها الخليفة بمولاتهم، ويشار إليها بالجهة الجليلة والستر الرفيع.
وأسفر تدخلها في شئون الحكم عن إذكاء نار العداوة والفتنة بين طوائف الجيش. فاشتعلت المنازعات والمعارك بينهم. ولم تجد السيدة رصد وزيرًا قويًا بعد عزل «اليازوري» سنة (450 هـ/1058م) من يمسك بزمام الأمور ويسوس الجند، وهو ما جعل أحوال البلاد تسوء بسرعة ويعمها الفوضى والاضطراب، ويحل بها الخراب.

## الشدة العظمى
لم تقتصر معاناة البلاد على اختلال الإدارة والفوضى السياسية، فجاء نقصان منسوب مياه النيل ليضيف إلى البلاد أزمة عاتية. وتكرر هذا النقصان ليصيب البلاد بكارثة كبرى ومجاعة داهية امتدت لسبع سنوات متصلة من (457هـ / 1065م) إلى سنة (464/1071م). وعُرفت هذه المجاعة ب الشدة المستنصرية أو الشدة العظمى.
وقد أفاض المؤرخون فيما أصاب الناس من جراء هذه المجاعة من تعذر وجود الأقوات وغلاء الأسعار، حتى ليباع الرغيف بخمسة عشر دينارًا. واضطرار الناس إلى أكل الميتة من الكلاب والقطط، والبحث عنها لشرائها. بل أن بعض المؤرخين ذكروا اكل الناس جثث من مات منهم. وصاحب هذه المجاعة انتشار الأوبئة والأمراض التي فتكت بالناس حتى قيل: إنه كان يموت بمصر عشرة آلاف نفس، ولم يعد يرى في الأسواق أحد، ولم تجد الأرض من يزرعها، وباع الخليفة المستنصر ممتلكاته، ونزحت أمه السيدة رصد وبناته إلى بغداد. وساء به الحال حتى أن بعضهم ممن كانوا في بعض من اليسر كان يتصدّق عليه بما يأكل في يومه.
وكان من نتيجة هذه الأزمة العاتية أن أخذت دولة المستنصر بالله في التداعي والسقوط. وخرجت كثير من البلاد عن سلطانه، فقُتل البساسيري في العراق سنة (451هـ / 1059م). وعادت بغداد إلى الخلافة العباسية، وقُطعت الخطبة للمستنصر في مكة والمدينة. وخُطب للخليفة العباسي عبد الله القائم بأمر الله في سنة (462هـ / 1070م)، ودخل النورمان صقلية واستولوا عليها. فخرجت عن حكم الفاطميين سنة (463هـ / 1071م) بعد أن ظلت جزءًا من أملاكهم منذ أن قامت دولتهم.
وتداعى حكم المستنصر في بلاد الشام، فاستقل قاضي صور بمدينته سنة (462هـ / 1070م) وخرجت طرابلس من سلطان الفاطميين، وتتابع ضياع المدن والقلاع من أيديهم، فاستقلت حلب وبيت المقدس والرملة عن سلطانهم في سنة (463هـ / 1071م) ثم تبعتهم دمشق في العام التالي.

## بدر الدين الجمالي والخروج من الأزمة
لم يكن أمام الخليفة المستنصر بالله للخروج من هذه الأزمة العاتية سوى الاستعانة بقوة عسكرية قادرة على فرض النظام، وإعادة الهدوء والاستقرار إلى الدولة التي مزقتها الفتن وثورات الجند، وإنهاء حالة الفوضى التي عمت البلاد، فاتصل ببدر الجمالي واليه على «عكا»، وطلب منه القدوم لإصلاح حال البلاد، فأجابه إلى ذلك، واشترط عليه أن لا يأتي إلا ومعه رجاله، فوافق الخليفة على شرطه.
وما إن حل بدر الجمالي بمدينة القاهرة حتى تخلص من قادة الفتنة ودعاة الثورة، وبدأ في إعادة النظام إلى القاهرة وفرض الأمن والسكينة في ربوعها، وامتدت يده إلى بقية أقاليم مصر فأعاد إليها الهدوء والاستقرار، وضرب على يد العابثين والخارجين، وبسط نفوذ الخليفة في جميع أرجاء البلاد.
وفي الوقت نفسه عمل على تنظيم شؤون الدولة وإنعاش اقتصادها، فشجع الفلاحين على الزراعة برفع جميع الأعباء المالية عنهم، وأصلح لهم الترع والجسور، وأدى انتظام النظام الزراعي إلى كثرة الحبوب، وتراجع الأسعار، وكان لاستتباب الأمن دور في تنشيط حركة التجارة في مصر، وتوافد التجار عليها من كل مكان.
واتجه بدر الجمالي إلى تعمير القاهرة وإصلاح ما تهدم منها، فأعاد بناء أسوار القاهرة وبنى بها ثلاثة أبواب تعد من أروع آثار الفاطميين الباقية إلى الآن وهي: باب الفتوح وباب النصر وباب زويلة، وشيد مساجد كثيرة فبنى في القاهرة مسجده المعروف بمسجد الجيوش على قمة جبل المقطم، وبنى جامع العطارين بالإسكندرية.
ولم يكن للوزير بدر الجمالي أن يقوم بهذه الإصلاحات المالية والإدارية دون أن يكون مطلق اليد، مفوضا من الخليفة المستنصر، وقد استبد بدر الجمالي بالأمر دون الخليفة، وأصبحت الأمور كلها في قبضة الوزير القوي، الذي بدأ عصرا جديدا في تاريخ الدولة الفاطمية في مصر، تحكم فيه الوزراء أرباب السيوف، وهو ما اصطلح عليه بعصر نفوذ الوزراء.
لقد كان لدور بدر الدين الجمالي في استعادة الأمن واستتبابه والعودة بالدولة إلى سابق عهدها، بالغ الأثر في قلوب المصريين حتى أنهم أطلقوا اسمه على أحد أشهر أحيائهم آنذاك وهو حي الجماليّة الذي ما زال معروفاً إلى اليوم في مصر.

## نهاية الخليفة المستنصر
بلغت سطوة بدر الجمالي أن عهد بالوزارة لابنه الأفضل الذي كان يشاركه في أعمال الوزارة فلما توفي بدر في جمادى الأولى (487هـ / 1094م) خلفه ابنه في الوزارة، وأقره الخليفة على منصبه، ثم لم يلبث أن توفي المستنصر بعد ذلك بشهور في (18 من ذي الحجة سنة 487هـ / 29 ديسمبر 1094م) عن عمر يناهز سبعة وستين عامًا، وبعد حكم دام نحو ستين عامًا.

## انقسام المستعلية والنزارية
بعد وفاة المستنصر بالله نشب خلاف بين من رأوا أن الإمام هو ابنه أحمد المستعلي بالله وبين من رؤوا أن الإمام هو ابنه الآخر نزار المصطفى لدين الله، وبتدخل الأفضل شاهنشاه إلى صالح الأول استقر النزاع لصالحه، فجلس المستعلي على عرش الفاطميين، فكان ذلك انشقاقا في الإمامة الإسماعيلية بين مستعلية ونزارية.
استتب الأمر للمستعلي، وسُجن نزار ثم مات في سجنه، وفر ابنه الهادي إلى آسيا الوسطى واحتمى في قلعة ألموت وبدأ داعيه حسن الصباح نضالا مسلحا بهدف استعادة الخلافة الفاطمية.

## الوزراء في عهده
1. أبو القاسم علي بن أحمد الجرجرائي (مرة واحدة إلى أن مات).
2. أبو علي الحسن بن علي الأنباري.
3. أبو منصور صدقة بن يوسف الفلاحي (مرة واحدة إلى أن قتل).
4. أبو البركات الحسين بن محمد بن أحمد الجرجرائي (مرتين).
5. أبو الفضل صاعد بن مسعود (مرة واحدة إلى أن عزل).
6. أبو محمد علي بن حسن بن عبد الرحمن اليازوري (مرة واحدة إلى أن عزل).
7. أبو الفرج عبد الله بن محمد البابلي.
8. أبو الفرج محمد بن جعفر بن محمد بن علي بن الحسين المغربي.
9. عبد الله بن يحيى بن المدبر.
10. أبو محمد عبد الكريم بن عبد الحاكم بن سعيد الفارقي (مرة واحدة إلى أن مات).
11. أبو علي أحمد بن عبد الحاكم بن سعيد الفارقي.
12. أبو عبد الله الحسين بن ذي الكفايتين بن أبى الحسن علي بن محمد بن الحسن بن عيسى العقيلي.
13. أبو علي أحمد بن عبد الكريم بن عبد الحاكم بن سعيد الفارقي.
14. أبو غالب عبد الطاهر بن الفضل بن الموفق في الدين العجمي.
15. أبو محمد الحسن بن مجلي بن أسد بن أبي كدينة.
16. أبو المكارم المشرف بن أسعد بن مقبل.
17. أبو علي الحسن بن أبى سعيد التستري.
18. أبو شجاع محمد بن الأشرف بن أبى غالب محمد بن علي بن خلف.
19. أبو أحمد أحمد بن عبد الكريم بن عبد الحاكم بن سعيد الفارقي.
20. أبو القاسم هبة الله بن محمد الرعباني الرحبي.
21. أبو الحسن علي بن الأنباري.
22. أبو علي الحسن بن سديد الدولة الماسكي.
23. أبو شجاع محمد بن الأشرف بن فخر الملوك.
24. أبو الحسن طاهر بن وزير الطرابلسي.
25. أبو عبد الله محمد بن حامد التنيسي.
26. أبو سعد منصور بن أبى أيمن سورس بن مكرواه بن زنبور.
27. أبو العلاء عبد الغني بن نصر بن سعيد الضيف.
28. أبو القاسم عبد الحاكم المليجي.
29. محمد بن اليازوري.
30. بدر الدين الجمالي.
31. الأفضل بن بدر الدين الجمالي.[6]:ج2ص184:334

## معرض صور

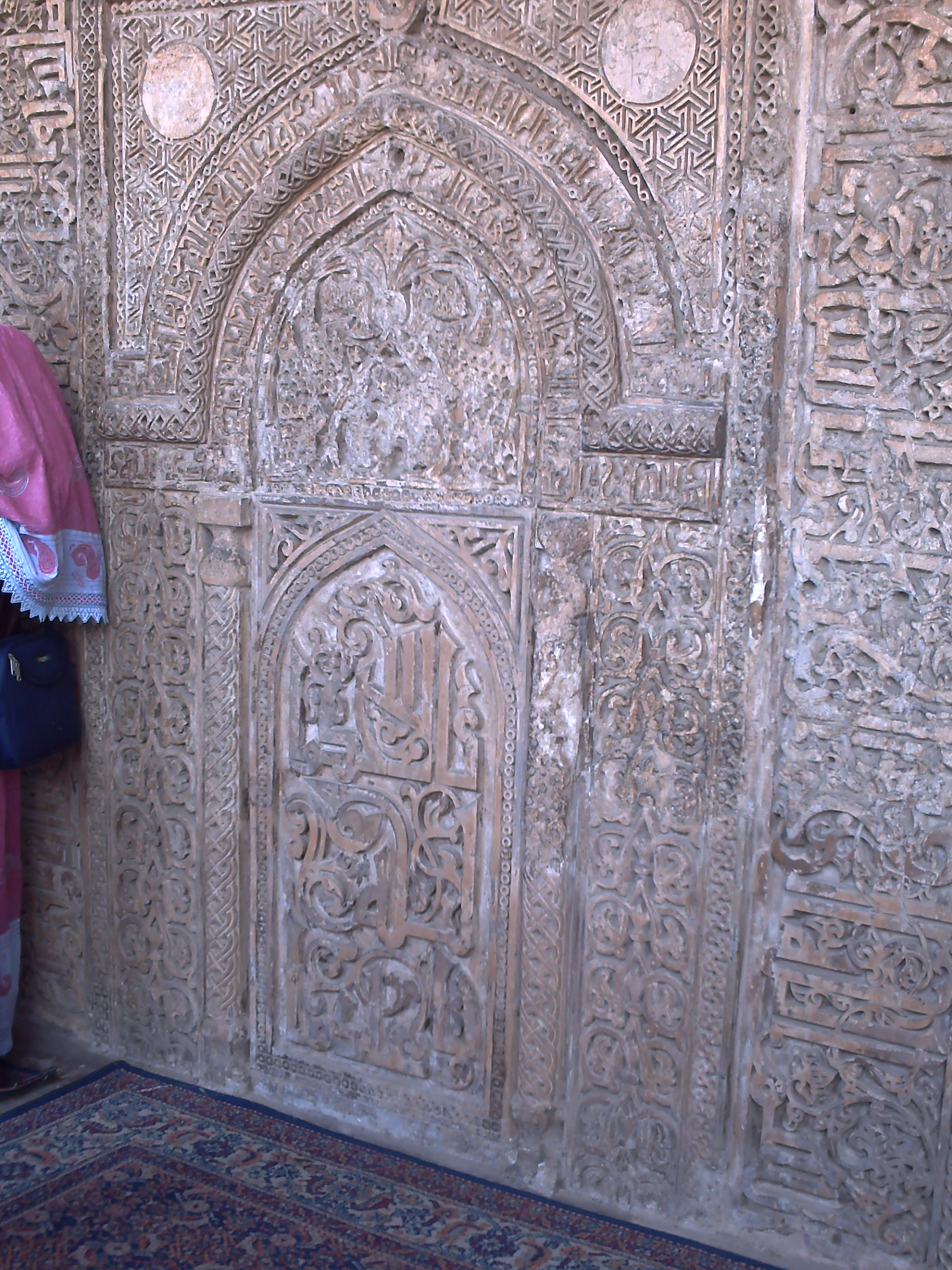
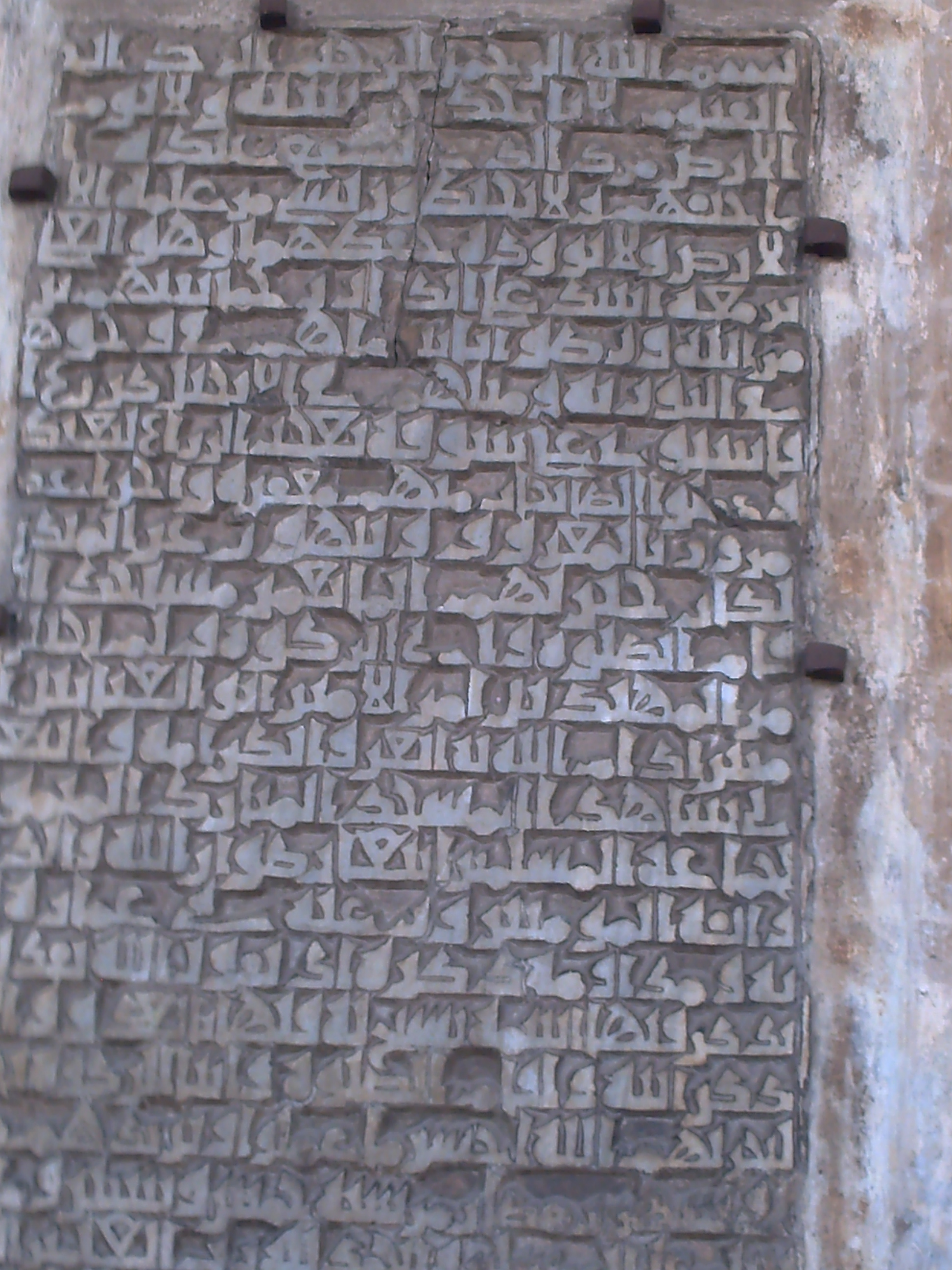
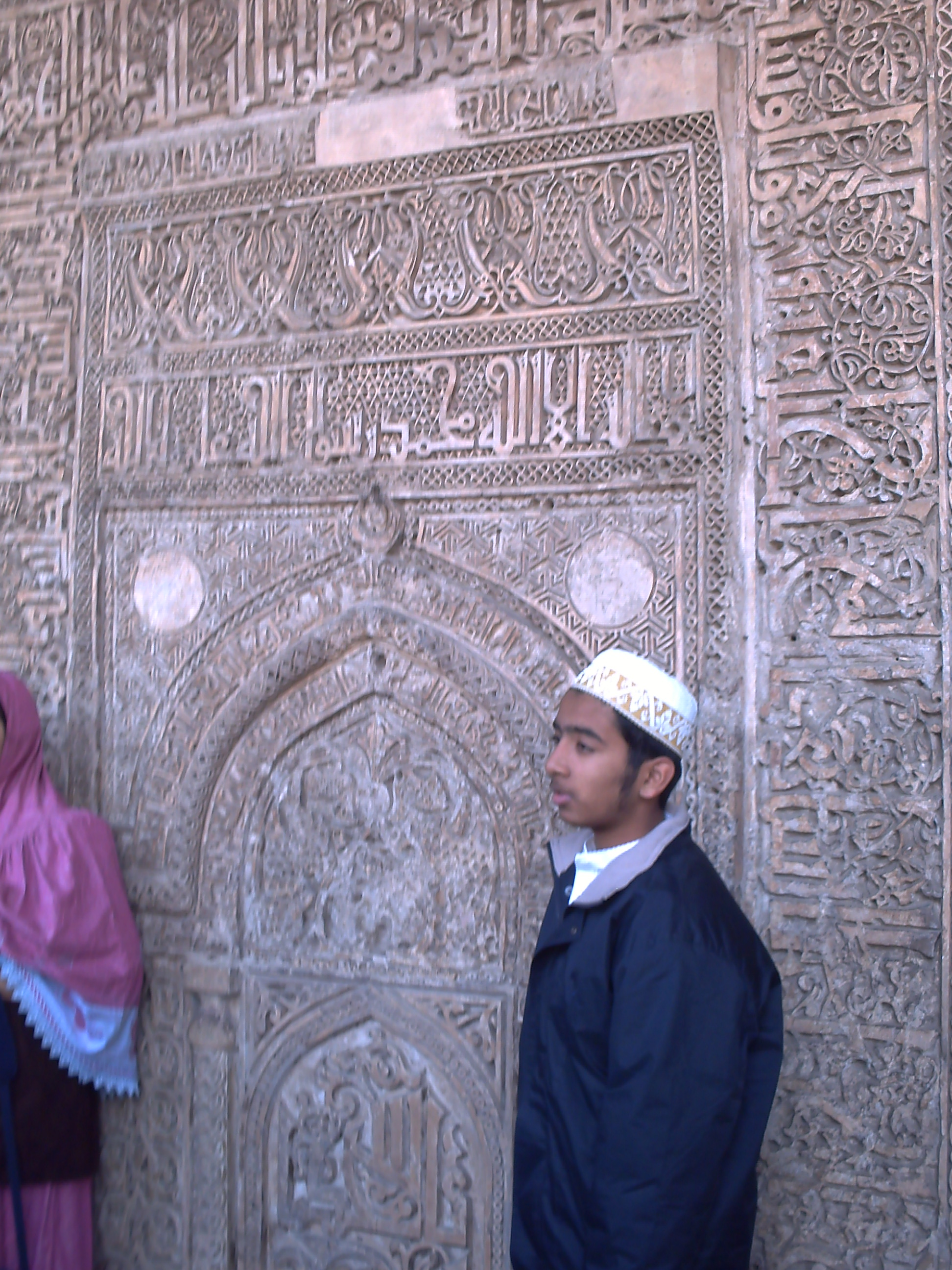